# Michele Panebianco

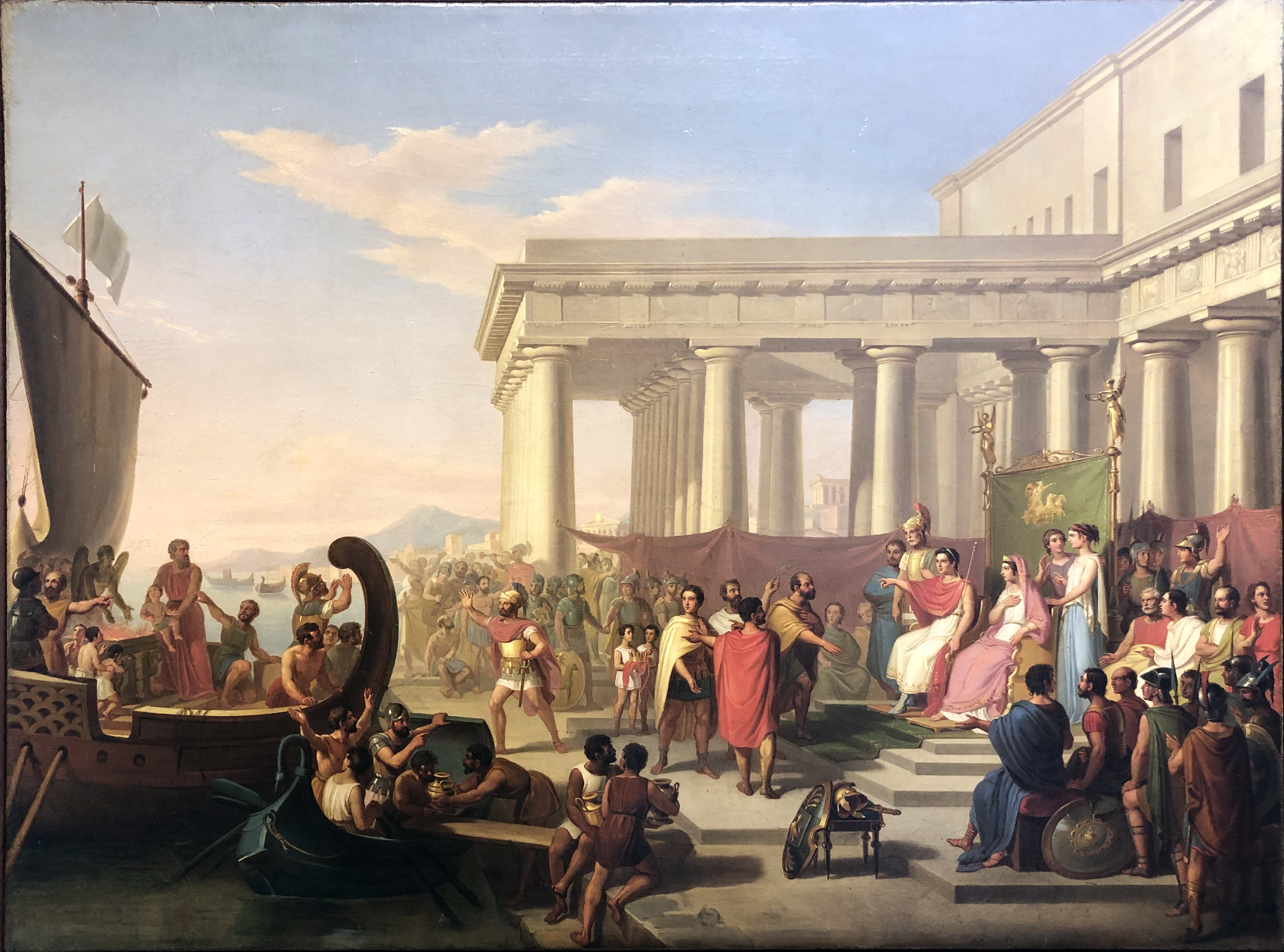
Gelone accorde la paix aux Carthaginois vaincus à condition qu'ils ne sacrifient plus de victimes humaines, 1852.

Michele Panebianco, né le 30 décembre 1806 à Messine et mort le 4 avril 1873 dans la même ville, est un peintre italien du classicisme sicilien. 

## Biographie
Michele Panebianco naît le 30 décembre 1806 à Messine.
Il est le fils de Cosimo et de Caterina De Bartolo. Il est d'abord l'élève de Letterio Subba à Messine. Il y fréquente ensuite l'école de dessin du Collegio Carolino. En 1828, une bourse de sa ville natale lui permet de fréquenter l'Accademia di San Luca à Rome, où il étudie avec Vincenzo Camuccini et Natale Carta (1790-1884). En 1832, il retourne à Messine, où il travaille principalement comme copiste de tableaux de saints. Des voyages d'études en 1845 et 1846 le conduisent à Naples, Milan, Gênes et Venise. Il y rencontre les peintres néoclassiques Francesco Hayez et Luigi Sabatelli.
En 1852, il devient directeur de l'école de dessin de l'université de Messine. En 1854, il entreprend un voyage d'étude à Rome avec quelques étudiants, dont Dario Querci (1831-1918), et peu après, il est nommé membre de la Congregazione dei Virtuosi del Pantheon. En 1856, il retourne à Messine pour reprendre sa carrière d'enseignant. À peu près à la même époque, son maître Letterio Subba revient dans sa ville natale après son exil à Malte, mais il reste ostracisé à Messine toute sa vie en raison de son engagement politique, de sorte que Michele Panebianco se voit confier à sa place de nombreuses commandes publiques et ecclésiastiques, en plus de son travail à l'université.
Michele Panebianco meurt le 4 avril 1873 dans sa ville natale.
Beaucoup de ses tableaux sont perdus lors du grand tremblement de terre de Messine en 1908.